# Warfhuizen
Warfhuizen – wieś w Holandii, w prowincji Groningen, w gminie De Marne. Miejscowość położona jest na dwóch sztucznych wzgórzach, które zbudowano w celu ochrony przed częstymi powodziami, które nawiedzały ten obszar zanim wybudowano wały i groble.
Kościół w Warfhuizen należy do eremu Pustelni Naszej Matki Bożej w Zamkniętym Ogrodzie. Pierwsza świątynia została w tym miejscu zbudowana w XIII w. W 1858 r. zastąpiono ją nową, neoklasycystyczną. Jedynie dzwon przetrwał wieki i obecnie jest jednym z najstarszych w Holandii. Kościół jest znany także z figury Matki Bosnej Bolesnej, wyrzeźbiona przez Miguela Bejarano Moreno.